# امبرائر/اف‌ام‌ای سی‌بی‌ای ۱۲۳ وکتور
امبرائر/اف‌ام‌ای سی‌بی‌ای ۱۲۳ وکتور (به انگلیسی: Embraer/FMA CBA 123 Vector) یک هواپیمای ساختِ امبرائر است. این هواپیما در ۱۸ ژوئیه ۱۹۹۰ میلادی نخستین پرواز خود را انجام داد.